# سرود کریسمس (فیلم ۲۰۰۴)
سرود کریسمس (انگلیسی: A Christmas Carol) فیلمی در ژانر موزیکال است که در سال ۲۰۰۴ منتشر شد.

## بازیگران
- کلسی گرمر
- جسی ال مارتین
- جین کراکوسکی
- جنیفر لاو هیوت
- جرالدین چاپلین
- جیسن الکساندر
- کمیل گرمر